# Љубомир Ђуровић
Љубомир Ђуровић (Даниловград, 1. април 1949 — Београд, 7. јул 1979) био је пјевач и композитор народне музике из Црне Горе. Умро је са 30 година, од туберкулозе плућа.

## Живот и каријера
Љубомир Ђуровић рођен је 1949. године у Даниловграду. Одрастао поред реке Зете код рођака који су волели изворну песму, волео је и Љубу. Будо Томовић је певао у КУД-у, али је са том песмом желео нешто ново. Својом музикалношћу и талентом често је правио иновације у интерпретацији. Није могао то да сакрије. У Крушевцу је за локални радио снимио свој први сингл "Лети, лети бијели голубе", који је, иначе, непажњом нестао. Годину дана касније постао је певач загребачке дискографије Југотон. Почели су да се појављују хитови, бројне награде, фестивалске представе од Илиџанског фестивала до Титоградског прољећа. Љубомир се нашао међу одабраним и значајним слојем забавне музике.
Сарађивао је са запаженим ауторима Ацом Степићем, Драганом Александрићем, Зораном Калезићем, Јовицом Петковићем, Радмилом Бабић, Спасом Бераком... Својим именом потписивали су се под његовим песмама „Ранила си срце моје“, „Ти си моја срећа“, „Још ме пеку „Твоје сузе“. „Ни пред њом нису клекнули“, „Отишао си, па хајдемо“, „О Бојо, Бојано“, „Туђе слађе“, „Ко се не надима дим"...
Са својим колегама крстарио је на турнејама широм бивше државе и шире. Оженио се и добио сина Игора и сам је почео да компонује и пише текстове, испуњавајући их љубављу према својој домовини Црној Гори. Снимљено за архиву као и трајни снимци на носачима звука од Улциња до Игала, песме "Дурмитору", "Ђевере чувај младу", "Јетић ће се заљубити у Босанку", "Сват то сват, кум то кум", "Цроногорка ђену моја", "Еј, да ме жеља прође"... Певао је својој Црној Гори, али и Југославији, где је живео. Незабораван је и његов стих из песме „Дуг земљи” – „Нека цвета цвеће, да се планине осипају, да се дуг земљи врати”. Кажу да ниједан слушалац у бившој држави са том патриотском „жицом” није остао равнодушан.
У то време био је другачији од свих других фолк певача, због чега је уврштен у антологијску серију Цроатиа Рецордс. Из те дискографије Црна Гора је откупила поменуте снимке. Каријера Љубомира Ђуровића трајала је шест година. Сваке године је снимио две-три плоче. Тако је укупан број био 25 компонованих песама. Његова специфична интерпретација сврстала га је међу велика имена која су доминирала тих година на ек. Иу на музичку сцену. Компоновао је и песме „Згодна ли си зор девојко“, „Боли ми се момче у пролеће“, „Дуг земљи“, „Живот се играо са мном сине“, песму коју је три месеца пре смрти написао за Саву Радусиновића. .
Умро је у 30.
Љубомир је изненада преминуо у Београду у 30. години. 1979. eстрада је са неверицом примила ову тужну вест. За Црногорце, иако није пјевао искључиво црногорске традиционалне изворне пјесме, он је ипак остао легенда са готово култним статусом. Његов репертоар се и данас врти у радио емисијама, а његове колеге имају задатак да певају његове песме на свим журкама. Фасцинантна каријера која укључује скоро све евергрине је познатија од самог извођача и његовог лика.

##### Његов лични херој
Љубомиров син Игор кренуо је очевим стопама, наследивши изворно стваралаштво, али и синхронизујући очеве песме. Од оца, који је његов лични херој, каже да се сенка живота рано надвила над њим управо због тог ненадокнадивог губитка. Игор воли и класику, филмску и књижевну уметност.

## Дискографија

### Синглови
1973 – Ђевере чувај младу
- Љубомир Ђуровић – Ђевере чувај младу
- Љубомир Ђуровић – Од Игала до Улциња

1974 – Никад ти опростити нећу
- Љубомир Ђуровић – Никад ти опростити нећу
- Љубомир Ђуровић – Певај свирај пријатељу

1974 – Ранила си срце моје
- Љубомир Ђуровић – Ранила си срце моје
- Љубомир Ђуровић – Још ме пеку сузе твоје

1975 – Шумадинка мила родила ми сина
- Љубомир Ђуровић – Шумадинка мила родила ми сина
- Љубомир Ђуровић – Дуг према земљи враћат се мора

1975 – Тамо ђе се гусле чују
- Љубомир Ђуровић – Тамо ђе се гусле чују
- Љубомир Ђуровић – Црногорко жељо моја

1976 – Ој Бојо ој Бојано
- Љубомир Ђуровић – Ој Бојо ој Бојано (Илиџа)
- Љубомир Ђуровић – Заљуби се ђетић у Босанку

1976 – Отишла си е па нека
- Љубомир Ђуровић – Отишла си е па нека
- Љубомир Ђуровић – Туђе слађе

1977 – Сват до свата
- Љубомир Ђуровић – Сват до свата кум до кума
- Љубомир Ђуровић – Ех да ми је да ме жеља мине

1977 – Ти си моја богиња среће
- Љубомир Ђуровић – Ти си моја богиња среће
- Љубомир Ђуровић – Одлазиш одлазиш

1977 – Ти си моја срећа
1. Ти си моја срећа

02. Дошао је дан повратка твога
1979 – Ни пред једном нисам клеко
- Љубомир Ђуровић – Ни пред једном нисам клеко
- Љубомир Ђуровић – Ој моја ружо румена

1979 – Пјесма Дурмитору
- Љубомир Ђуровић – Пјесма Дурмитору
- Љубомир Ђуровић – Ко се дима не надими

### Албуми
1978 – Отишла си е па нека
- Љубомир Ђуровић – Отишла си е па нека
- Љубомир Ђуровић – Ти си моја срећа
- Љубомир Ђуровић – Још ме пеку сузе твоје
- Љубомир Ђуровић – Одлазиш одлазиш
- Љубомир Ђуровић – Ти си моја богиња среће
- Љубомир Ђуровић – Дошао је дан повратка твога
- Љубомир Ђуровић – Заљуби се ђетић у Босанку
- Љубомир Ђуровић – Тамо ђе се гусле чују
- Љубомир Ђуровић – Сват до свата кум до кума
- Љубомир Ђуровић – Црногорко жељо моја
- Љубомир Ђуровић – Ех да ми је да ме жеља мине
- Љубомир Ђуровић – Дуг према земљи враћат се мора

2001 – Антологија
- Љубомир Ђуровић – Црногорко, жељо моја
- Љубомир Ђуровић – Ђевере, чувај младу
- Љубомир Ђуровић – Дошао је дан повратка твога
- Љубомир Ђуровић – Дуг према земљи враћат се мора
- Љубомир Ђуровић – Ех, да ми је, да ме жеља мине
- Љубомир Ђуровић – Још ме пеку сузе твоје
- Љубомир Ђуровић – Ко се дима не надими
- Љубомир Ђуровић – Ни пред једном нисам клек’ о
- Љубомир Ђуровић – Никад ти опростити нећу
- Љубомир Ђуровић – Од Улциња до Игала
- Љубомир Ђуровић – Одлазиш, одлазиш
- Љубомир Ђуровић – Ој Бојо, ој Бојана
- Љубомир Ђуровић – Ој, моја ружо румена
- Љубомир Ђуровић – Отишла си, е, па нека
- Љубомир Ђуровић – Пјесма Дурмитору
- Љубомир Ђуровић – Ранила си срце моје
- Љубомир Ђуровић – Шумадинка мила родила ми сина
- Љубомир Ђуровић – Сват до свата, кум до кума
- Љубомир Ђуровић – Тамо ђе се гусле чују
- Љубомир Ђуровић – Ти си моја богиња среће
- Љубомир Ђуровић – Ти си моја срећа
- Љубомир Ђуровић – Туђе слађе
- Љубомир Ђуровић – Заљуби се ђетић у Босанку

## Фестивали
- 1976. Илиџа - Ој Бојо, ој Бојана
- 1977. Титоградско пролеће - Сват до свата, кум до кума, прва награда стручног жирија